# Maria Benedita Mouzinho de Albuquerque de Faria Pinho
Maria Benedita Mouzinho de Albuquerque de Faria Pinho (Figueiró dos Vinhos, Leiria, 5 de abril de 1865 — Santa Isabel, Lisboa, 12 de janeiro de 1939), foi uma escritora, tradutora, professora, propagandista, militante republicana e activista feminista. Foi pioneira na luta de causas cívicas e na reivindicação dos direitos das mulheres no início do século XX, apelando incansavelmente ao direito ao voto feminino e à lei do divórcio durante a Primeira República, tendo integrado várias associações políticas e feministas, como a Liga Republicana das Mulheres Portuguesas e a Comissão Feminina "Pela Pátria", sendo uma das suas fundadoras.

## Biografia
Nascida em Figueiró dos Vinhos, a 5 de abril de 1865, Maria Benedita Mouzinho de Albuquerque de Faria Pinho era filha do político e empresário jornalista Diogo de Faria Pinho e Vasconcelos Soares de Albergaria, natural de Figueiró dos Vinhos, de cujo concelho era administrador, e de Maria do Amparo Raposo Mouzinho de Albuquerque, neta do antigo governador da Madeira, administrador colonial e ministro do Reino Luís da Silva Mouzinho de Albuquerque, natural de Lisboa. Eram seus avós pelo lado paterno o Barão do Salgueiro e bacharel Manuel José de Pinho Soares de Albergaria e Maria Benedita de Faria Pereira de Vasconcellos, e pelo lado materno Fernando Luís Mouzinho de Albuquerque, militar, empresário, jornalista, escritor, poeta e político, e Matilde da Conceição Raposo. Ao ser baptizada no dia 8 de maio de 1865, na Igreja Paroquial de São João Baptista de Figueiró dos Vinhos, teve como padrinhos o avô paterno e a avó materna. Era também a terceira dos sete filhos do casal.
Descendente de uma longa linhagem aristocrática, contudo democrática, teve uma educação esmerada, focando-se essencialmente no estudo das línguas clássicas e modernas, filosofia, política e literatura. Era amiga da escritora e activista feminista Elisa de Paiva Curado, que viria a tornar-se sua madrasta, em 1888, por via do casamento desta com Diogo de Faria Pinho e Vasconcelos Soares de Albergaria. Ainda devido ao seu meio familiar, foi lhe proporcionada, desde bastante jovem idade, uma fácil e ávida correspondência com algumas das mais célebres figuras nacionais do cenário político português da época, entre os quais o então futuro Presidente da República Bernardino Machado, que a influenciaram e inspiraram na busca dos seus ideais democráticos e humanistas.
Aos 17 anos, no dia 1 de julho de 1882, casou na Sé de Leiria com o general e engenheiro militar Joaquim Lúcio Lobo, catorze anos mais velho e natural de Leiria, com o qual teve uma filha de nome Maria Henriqueta Lobo, contudo, devido às várias missões de destacamento do seu marido e a várias incompatibilidades de personalidade, rapidamente a sua relação tornou-se bastante instável e de trato difícil. Esse facto levou Maria Benedita a reivindicar o direito ao divórcio ainda antes da Primeira República. 

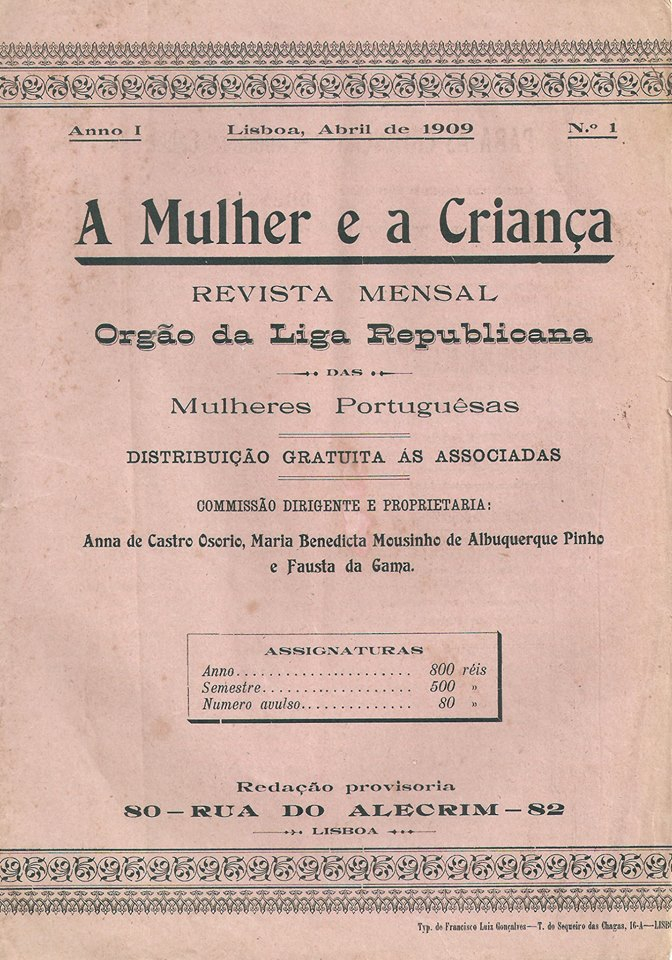
Revista mensal "A Mulher e a Criança", publicada e distribuída pela Liga Republicana das Mulheres Portuguesas em 1909

Em 1909, ainda casada mas separada, mudou-se para Lisboa, onde começou a trabalhar como professora. Alistou-se na Liga Republicana das Mulheres Portuguesas (LRMP), uma associação de carácter político e feminista, com o objectivo de "orientar, educar e instruir, nos princípios democráticos, a mulher portuguesa" e "promover a revisão das leis na parte que interessa especialmente à mulher e à criança", criada pela escritora e jornalista Ana de Castro Osório. Nesse mesmo ano, fez parte da sua primeira direcção, secretariou a assembleia geral que marcou a fundação oficial da agremiação, a 27 de fevereiro, e ainda integrou a comissão dirigente da revista oficial "A Mulher e a Criança", juntamente com Ana de Castro Osório e Fausta Pinto da Gama, com o objectivo de abordar “questões político-sociais, históricas e educativas, sobretudo da mulher e da criança". Um ano depois, Maria Benedita Mouzinho de Albuquerque de Faria Pinho demitiu-se do cargo que mantinha no órgão oficial de imprensa da LRMP, por não concordar que a publicação "A Mulher e a Criança" perdesse a sua autonomia ao ficar dependente dos corpos gerentes da liga feminina.

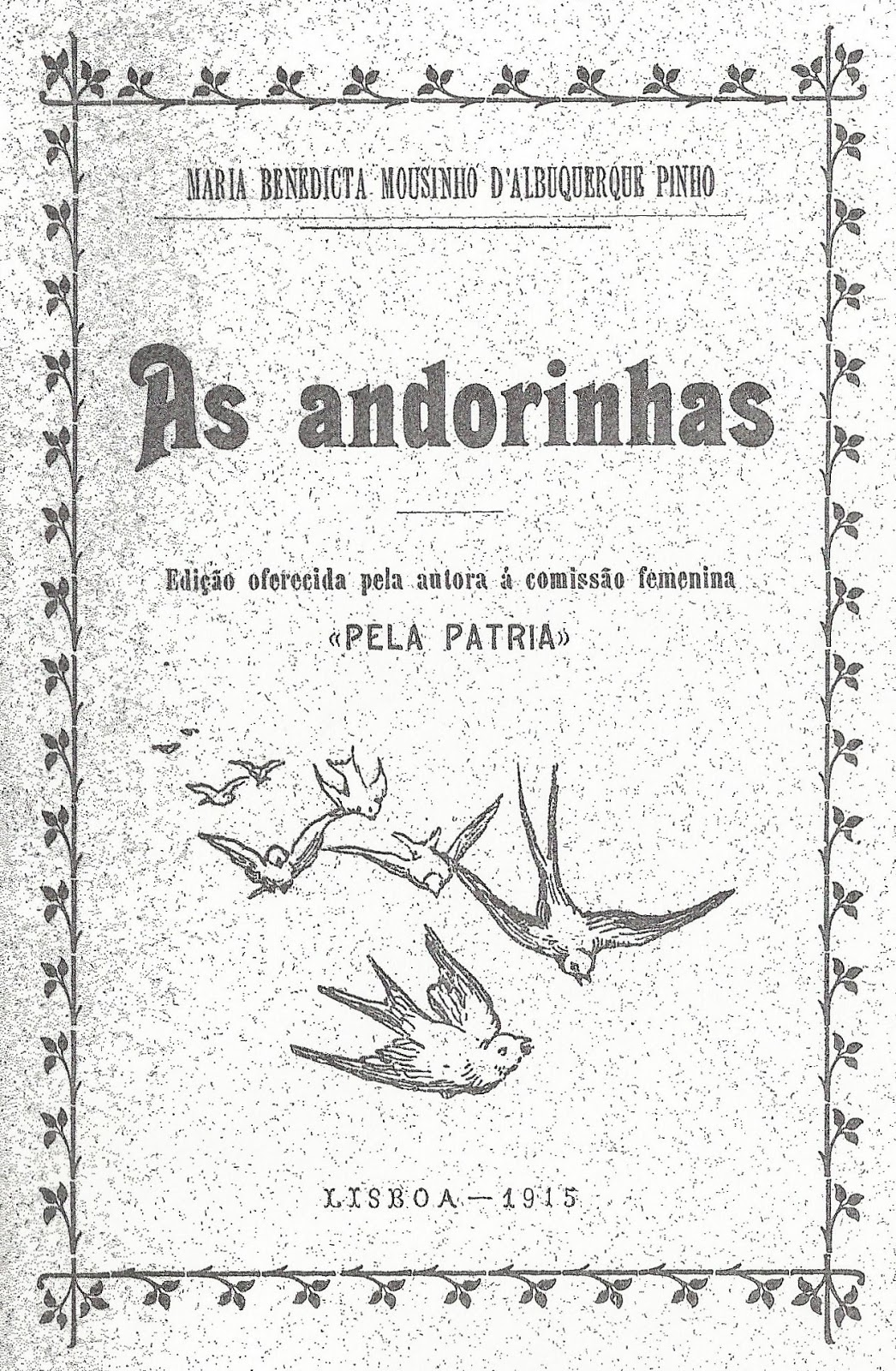
"As Andorinhas", edição de pequenos contos de Maria Benedita Mouzinho de Albuquerque de Faria Pinho, revertendo a receita para a Comissão Feminina "Pela Pátria" (1915)

Apesar das suas origens bastante distintas, ao frequentar as reuniões da LRMP, rapidamente se tornou amiga da professora, activista republicana e propagandista Cristina Torres dos Santos, sendo noticiado pelo periódico "O Mundo" que as duas estavam presentes numa manifestação nocturna de apoio à República Portuguesa, um dia após a sua implantação, a 6 de outubro de 1910, na Figueira da Foz.
Um ano depois, em 1911, com a aprovação da lei do divórcio, fruto da colaboração da LRMP, liderada por Ana de Castro Osório, e Afonso Costa, então Ministro da Justiça, Maria Benedita Mouzinho de Albuquerque de Faria Pinho divorciou-se. Anos mais tarde, em 1953, Joaquim Lúcio Lobo tornou-se no oficial mais antigo do Exército Português ao falecer com 101 anos de idade.
Em 1914, com o despoletar da Primeira Guerra Mundial na Europa, juntamente com as activistas feministas e republicanas Ana Augusta de Castilho, Ana de Castro Osório e Antónia Bermudes, fundou a Comissão Feminina “Pela Pátria”, uma das primeiras instituições organizadas em Portugal com o objectivo de mobilizar as mulheres para o esforço de guerra, auxiliar famílias deslocadas de suas casas devido aos efeitos nocivos da guerra e ainda prestar assistência aos soldados mobilizados para a frente de combate e às suas famílias, publicando ainda, como órgão de divulgação da sua causa e apelo à adesão de todas as mulheres portuguesas para a angariação de donativos, a revista "A Semeadora".
Dois anos depois, em 1916, com o envolvimento de Portugal na frente europeia, durante a presidência de Bernardino Machado, e a assimilação da comissão que havia criado no novo movimento de beneficência Cruzada das Mulheres Portuguesas, liderado pela Primeira Dama Elzira Dantas Machado, Maria Benedita continuou a apoiar a sua causa até à sua extinção em 1938, quando foi cessada a sua actividade ao ser proibido auxiliar refugiados e vítimas de guerra pelo Estado Novo.
Maria Benedita faleceu aos 73 anos, no dia 12 de janeiro de 1939, na casa que possuía na Rua Ferreira Borges, número 27, segundo andar, em Lisboa, daquilo a que hoje é referido como uma doença neurodegenerativa mas que na altura era classificado como "demência senil". Encontra-se sepultada no Cemitério da Ajuda, em Lisboa.

## Obras
Apesar de possuir uma considerável fortuna familiar, Maria Benedita Mouzinho de Albuquerque Pinho, nome pelo qual assinava as suas obras, sempre procurou manter a sua autonomia financeira, trabalhando tanto em Lisboa como em Leiria, traduzindo textos de autores belgas, franceses e russos, como Hector Fleischmann, Alphonse Karr, Paul Margueritte, Victor Margueritte, Condessa de Gencé e Liev Tolstói, e escrevendo artigos de carácter reivindicativo pelos direitos das mulheres e os seus ideais republicanos, publicando-os em diversas revistas e periódicos da época, como "A Semeadora" ou "O Mundo". 
No ramo da literatura, também publicou vários romances, como "Marina" (1912), "O Vagabundo" (1913) ou "Sonho Desfeito" (1922) e ainda várias colectâneas de pequenos contos infantis, como "As Rosas do Menino Jesus" (1923) com ilustrações de Mily Possoz ou "As Andorinhas" (1915), cuja totalidade das suas receitas revertia para os trabalhos de beneficência da Comissão Feminina "Pela Pátria".